# ウスティルーフ
ウスティルーフ（ウクライナ語: Устилуг）はウクライナのヴォルィーニ州ヴォロディームィル地区にある都市。西ブーフ川、ルハ川の河岸に位置する。都市の高さは海抜188 mである。面積は4.03 km²。人口は2,060人 (2022年1月1日)。
ウスティルーフは1150年に創建された。1653年に自治権を獲得した。1940年に市制施行された。
市内ではヴォロディームィル＝ヴォルィーンシキー駅がある。首都キエフまでの直線距離は453 km、鉄道で506 km、車道で506 kmとなっている。州庁所在地までの直線距離は84 km、鉄道で150 km、車道で90 kmとなっている。ウスティルーフの日は、7月12日となっている。

## 歴史
ウスティルーフはもとブク川の水運を主要な産業とするユダヤ人の村であり、19世紀なかばには人口の9割がユダヤ人だった。第一次世界大戦後にはポーランド領ウシチウク（Uściług）となり、村から都市に昇格した。1939年のポーランド侵攻でウスティルーフはソ連に支配され、ナチス・ドイツのポーランド総督府と国境を接するようになった。ウスティルーフのユダヤ人の1⁄3はソ連政府によって別の町に移動させられた。1941年には爆撃によってウスティルーフの8割以上の家屋が破壊され、約500人が死亡した後、ドイツに征服された。ユダヤ人は強制収容所に入れられ、多くは殺害された。

## 著名な人物
ウスティルーフはイーゴリ・ストラヴィンスキーが1914年まで夏の間を過ごしたことで知られる。ストラヴィンスキーの母の姉であるマリヤ・ノセンコ夫妻は1880年代はじめにウスティルーフに数千ヘクタールの土地を購入した。ストラヴィンスキーは8歳のときに家族とともにはじめてウスティルーフを訪れ、いとこのエカテリーナ（後に妻となる）とはじめて会った。大学を卒業した1905年にここでふたりは婚約を発表し、その後は第一次世界大戦の始まる1914年まで、夏の間をほとんど毎年この地で過ごした。ストラヴィンスキー本人の設計によって家が建てられ、1908年から住んだ。『春の祭典』を含む多数の曲がここで書かれた。
2つの世界大戦で被害を受けたにもかかわらず、ストラヴィンスキーの家は現存するが、本来の設計からはかけ離れたものになってしまっている。